# 第28屆威尼斯影展
第28屆威尼斯影展於1967年8月26日至9月8日舉辦。

## 競賽電影
| 中文片名           | 原文片名           | 導演                       | 製作國家 |
| ------------------ | ------------------ | -------------------------- | -------- |
| 《局外人》         | Lo straniero       | 盧奇諾·維斯孔蒂            | 義大利   |
| 《荷蘭人》         | Dutchman           | 安東尼·哈維                | 英国     |
| 《中国已近》       | La Cina è vicina   | 马可·贝罗奇奥              | 義大利   |
| 《中国姑娘》       | La Chinoise        | 尚盧·高達                  | 法國     |
| 《青樓怨婦》       | Belle de Jour      | 路易斯·布努埃尔            | 西班牙   |
| 《赛季之后》       | Útószezon          | 佐顿·法布里                | 匈牙利   |
| 《餐桌时光》       | Mahlzeiten         | 愛德加·萊茲                | 德国     |
| 《清晨》           | Jutro              | 姆拉多米爾·普里沙·喬喬維奇 | 南斯拉夫 |
| 《我们妈妈的房子》 | Our Mother's House | 傑克·克萊頓                | 英国     |
| 《伊底帕斯王》     | Edipo re           | 皮埃尔·保罗·帕索里尼       | 義大利   |

## 獎項
- 金獅獎：
  - 路易斯·布努埃尔 《青樓怨婦（英语：Belle de Jour (film)）》
- 評審團特別獎：
  - 尚盧·高達 《中国姑娘》
  - 马可·贝罗奇奥 《中国已近（英语：China is Near）》
- 沃爾庇杯：
  - 最佳男演員：留比沙·薩馬季奇 《清晨（英语：The Morning (film)）》
  - 最佳女演員：雪莉·奈特 《荷蘭人》

## 外部鏈接
- 官方网站
- IMDb的1967年威尼斯影展獎 （页面存档备份，存于）